# Замок Портамна
Замок Портамна (англ. Portumna Castle) — один из замков Ирландии, расположенный в графстве Голуэй. 

## История
Когда был построен замок Портамна, то в то время ему не было равных по величию и красоте, он превосходил даже такие прекрасные замки как Ратфарнем, Кантерк, Каррикфергус, Харлемонт и Бернкорт. Элегантность и красота замка Портумна обязаны своему существованию строительном замка — Ричарду Берко, IV графу Кланрикард, лорду Коннахта, происходившего из рода могущественных феодалов де Бург (Берк) норманнского происхождения. Замок был строился с 1610 по 1618 год. Было потрачено на его строительство 10 000 фунтов — в то время это была огромная сумма денег. В это же время граф Кланрикард построил замки Сомерхилл и Роял Танбрайд Уэллс в графстве Кент (Англия). 
Замок Портамна был первым замком в Ирландии построенным в стиле ренессанс, который был в то время очень распространен в Италии, Франции, но в Ирландии продолжали строить замки в норманнском и готическом стилях. Особенности ренессансной архитектуры замка особенно ярко проявляются в конструкции главного входа, тосканской стилистике двора замка, и само планирование замка типичное для эпохи Возрождения. Замок симметричный по форме, имеет подвалы и угловые башни. Центральный коридор, шириной 3 м, проходит в продольном направлении сверху вниз, поддерживается каменными стенами, которые содержат многочисленные выемки и камины. 
Замок был заброшен хозяевами после пожара в 1826 году. Управление общественных работ построило огромные дымовые трубы. У замка есть сады, окруженные стеной дома, двор.